# 张兆安
张兆安（1959年—），浙江慈溪人，汉族，中华人民共和国政治人物，第十二届全国人民代表大会上海地区代表、上海社会科学院副院长。

## 生平
毕业于上海社会科学院经济学专业，加入中国民主建国会，担任民建上海市委专职副主委。2008年起担任全国人大代表。2013年，被选为全国人大代表。2018年2月24日，当选为第十三届全国人大代表。